# Ramtjärnen, Norrbotten
Ramtjärnen är en sjö i Piteå kommun i Norrbotten och ingår i Piteälvens huvudavrinningsområde. Sjön har en area på 0,0597 kvadratkilometer och ligger 243,8 meter över havet.

## Delavrinningsområde
Ramtjärnen ingår i det delavrinningsområde (728341-171562) som SMHI kallar för Utloppet av Lill-Finnträsket. Medelhöjden är 271 meter över havet och ytan är 4,56 kvadratkilometer. Det finns inga avrinningsområden uppströms utan avrinningsområdet är högsta punkten. Vattendraget som avvattnar avrinningsområdet har biflödesordning 4, vilket innebär att vattnet flödar genom totalt 4 vattendrag innan det når havet efter 108 kilometer. Avrinningsområdet består mestadels av skog (55 procent). Avrinningsområdet har 0,78 kvadratkilometer vattenytor vilket ger det en sjöprocent på 17,1 procent.